# 三河镇 (淮安市)
三河镇是中华人民共和国江苏省淮安市洪泽区下辖的一个镇。
2014年10月16日，江苏省人民政府批复同意撤销共和镇、三河镇。将原共和镇、三河镇所辖区域合并，设立新的三河镇。镇政府驻原共和镇共和居委会大治路40号。

## 行政区划
三河镇下辖以下村级行政区划单位：
长堤社区、八里社区、桥南社区、长河村、梁墩村、塘西村、联堡村、四坝村、五里牌村、共和社区、刘尖村、草桥村、涧前村、小坝村、新集村、朱圩村、赵集村、双坝村和永丰村。